# قرية إيست هامبتون (نيويورك)
قرية إيست هامبتون (بالإنجليزية: East Hampton (village), New York)‏ هي منطقة سكنية تقع في الولايات المتحدة في مقاطعة سوفولك، نيويورك. يقدر عدد سكانها بـ 1,083 نسمة وترتفع عن سطح البحر 8 متر.

## التركيبة السكانية
حدّد مكتب تعداد الولايات المتحدة بيانات التركيبة السكانية لقرية إيست هامبتون في تعداد الولايات المتحدة. في ما يلي، التركيبة السكانية حسب تعدادي 2000 و2010.

### تعداد عام 2000
بلغ عدد سكان قرية إيست هامبتون 1,334 نسمة بحسب تعداد عام 2000، وبلغ عدد الأسر 635 أسرة وعدد العائلات 337 عائلة مقيمة في القرية. في حين سجلت الكثافة السكانية 105 نسمة لكل كيلومتر مربع (271.9/ميل2). وبلغ عدد الوحدات السكنية 1,745 وحدة بمتوسط كثافة قدره 137.3 لكل كيلومتر مربع (355.6/ميل2).
وتوزع التركيب العرقي للقرية بنسبة 93.10% من البيض و1.42% من الأمريكيين الأفارقة و0.15% من الأمريكيين الأصليين و1.87% من الأمريكيين ذوي الأصول الآسيوية و1.87% من الأعراق الأخرى و1.57% من عرقين مختلطين أو أكثر و8.92% من الهسبانيون أو اللاتينيون من أي عرق.
بلغ عدد الأسر 635 أسرة كانت نسبة 18.6% منها لديها أطفال تحت سن الثامنة عشر تعيش معهم، وبلغت نسبة الأزواج القاطنين مع بعضهم البعض 42.2% من أصل المجموع الكلي للأسر، ونسبة 6.9% من الأسر كان لديها معيلات من الإناث دون وجود شريك، بينما كانت نسبة 3.9% من الأسر لديها معيلون من الذكور دون وجود شريكة وكانت نسبة 46.9% من غير العائلات. تألفت نسبة 36.4% من أصل جميع الأسر من عدة أفراد يعيشون في نفس المنزل ونسبة 18% كانت تتألف من شخص يعيش بمفرده يبلغ من العمر 65 عاماً أو أكثر. وبلغ متوسط حجم الأسرة المعيشية 2.07، أما متوسط حجم العائلات فبلغ 2.68.
بلغ العمر الوسطي للسكان 51.9 عاماً. وكانت نسبة 14.4% من القاطنين تحت سن الثامنة عشر، وكانت نسبة 4.5% بين الثامنة عشر والرابعة والعشرين عاماً، ونسبة 22.6% كانت واقعةً في الفئة العمرية ما بين الخامسة والعشرين والرابعة والأربعين عاماً، ونسبة 31.1% كانت ما بين الخامسة والأربعين والرابعة والستين، ونسبة 25.8% كانت ضمن فئة الخامسة والستين عاماً فما فوق. يوجد لكل 100 أنثى 96.9 ذكر، ويوجد لكل 100 أنثى في الثامنة عشر من عمرها فما فوق 93.6 ذكر.
بلغ متوسط دخل الأسرة في القرية 56,607 دولارًا، أما متوسط دخل العائلة فبلغ 62,500 دولارًا. وكان متوسط دخل الذكور 41,181 دولارًا مقابل 37,083 دولارًا للإناث. وسجل دخل الفرد الخاص بالقرية 51,316 دولارًا. وكانت نسبة 5.5% من العائلات ونسبة 8.2% من السكان تحت خط الفقر، وكان من هؤلاء نسبة 14.5% تحت سن الثامنة عشر ونسبة 5.8% في الخامسة والستين من العمر وما فوق.

### تعداد عام 2010
بلغ عدد سكان قرية إيست هامبتون 1,083 نسمة بحسب تعداد عام 2010، وبلغ عدد الأسر 533 أسرة وعدد العائلات 277 عائلة مقيمة في القرية. في حين سجلت الكثافة السكانية 85.2 نسمة لكل كيلومتر مربع (220.7/ميل2). وبلغ عدد الوحدات السكنية 1,836 وحدة بمتوسط كثافة قدره 144.5 لكل كيلومتر مربع (374.3/ميل2).
وتوزع التركيب العرقي للقرية بنسبة 92.71% من البيض و0.74% من الأمريكيين الأفارقة و1.11% من الأمريكيين ذوي الأصول الآسيوية و5.08% من الأعراق الأخرى و0.37% من عرقين مختلطين أو أكثر و11.82% من الهسبانيون أو اللاتينيون من أي عرق.
بلغ عدد الأسر 533 أسرة كانت نسبة 15.8% منها لديها أطفال تحت سن الثامنة عشر تعيش معهم، وبلغت نسبة الأزواج القاطنين مع بعضهم البعض 40% من أصل المجموع الكلي للأسر، ونسبة 9% من الأسر كان لديها معيلات من الإناث دون وجود شريك، بينما كانت نسبة 3% من الأسر لديها معيلون من الذكور دون وجود شريكة وكانت نسبة 48% من غير العائلات. تألفت نسبة 38.8% من أصل جميع الأسر من عدة أفراد يعيشون في نفس المنزل ونسبة 20.8% كانت تتألف من شخص يعيش بمفرده يبلغ من العمر 65 عاماً أو أكثر. وبلغ متوسط حجم الأسرة المعيشية 2.03، أما متوسط حجم العائلات فبلغ 2.68.
بلغ العمر الوسطي للسكان 55.5 عاماً. وكانت نسبة 14.1% من القاطنين تحت سن الثامنة عشر، وكانت نسبة 4.6% بين الثامنة عشر والرابعة والعشرين عاماً، ونسبة 17.3% كانت واقعةً في الفئة العمرية ما بين الخامسة والعشرين والرابعة والأربعين عاماً، ونسبة 30.2% كانت ما بين الخامسة والأربعين والرابعة والستين، ونسبة 33.8% كانت ضمن فئة الخامسة والستين عاماً فما فوق. وتوزع التركيب الجنسي للسكان بنسبة 47.6% ذكور و52.4% إناث.

## أعلام
- نانسي جوايلد
- بلير كلارك